# بطريق تشاتام
بَطريقُ تشاتام أو ظفاف تشاتام (الاسم العلمي: Eudyptes warhami)، المعروف أيضًا باسم بطريق تشاتام المُتوَّج، أو بطريق جُزر تشاتام، أو بطريق وارهام، هو نوع مُنقرض من البطرايقِ المُتَوَّجَةِ، كان مُنتشرًا في جزر تشاتام في نيوزيلندة. لا يُعرف إلا من العظام الأحفوريَّة وربما انقرض في غُضون 150-200 سنة بعد وصول البولينيزيين إلى جزر تشاتام قبل قُرابة 1500م.